# 제너 카드

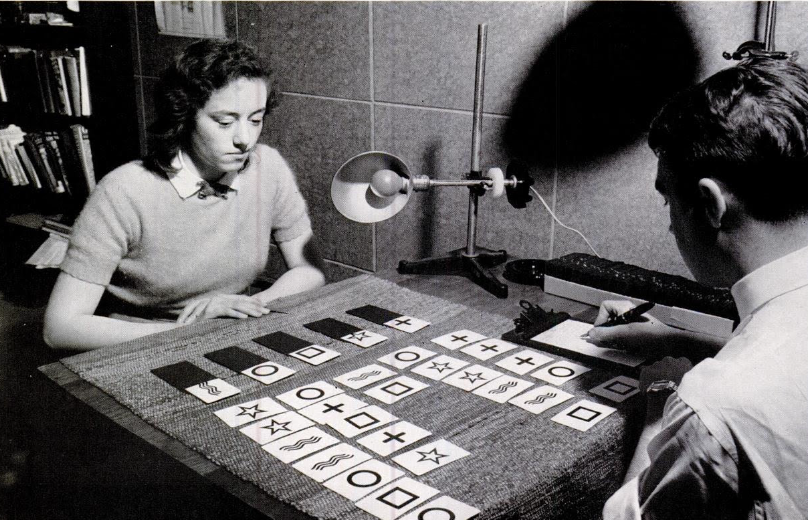
1940년에 제너 카드로 수행 중인 ESP 카드 실험

제너 카드 디자인

제너 카드(Zener cards)는 초감각적 지각(ESP) 실험을 수행하는 데 사용되는 카드이다. 지각 심리학자 칼 제너(Karl Zener, 1903~1964)는 동료인 초심리학자 조지프 뱅크스 라인(J. B. Rhine, 1895~1980)과 함께 수행한 실험을 위해 1930년대 초에 카드를 디자인했다.

## 개요
제너 카드는 각 기호가 5개씩, 총 25장의 카드로 구성된 덱이다. 5개의 기호는 속이 빈 원, 더하기 기호, 세 개의 수직 물결선, 속이 빈 정사각형, 속이 빈 다섯개 별이다.
ESP 테스트에서 실험자는 섞인 팩에 들어 있는 카드를 집어 들고 기호를 관찰한 후 테스트 대상자의 답변을 기록한다. 이 사람은 다섯 가지 디자인 중 카드에 있는 디자인이 무엇인지 추측한다. 실험자는 팩에 있는 모든 카드가 테스트될 때까지 계속한다. 이는 1984년 영화 고스트버스터즈(Ghostbusters)에 등장했다.
잘못된 셔플링 방법으로 인해 덱의 카드 순서를 더 쉽게 예측할 수 있으며 카드가 실수로 또는 의도적으로 표시되고 조작될 수 있다. 실험에서 J. B. 라인은 처음에는 카드를 손으로 섞었지만 나중에 기계를 사용하여 섞기로 결정했다.
존 슬라덱(John Sladek)은 자신의 저서 새로운 외경(The New Apocrypha)에서 테스트에 대해 "ESP 연구를 위해 카드 놀이를 선택했다는 것은 정말 놀라운 일이다. 결국 카드는 무대 마술사와 중고 도박꾼의 도구이다. 그들은 다양한 전통적인 방법으로 표시하고 조작할 수 있다. 가장 좋은 시기에 카드를 섞는 것은 기호를 무작위로 배포하는 데 좋지 않은 방법이다."라고 말했다.
제너 카드를 사용한 라인의 실험은 감각 누출이나 부정 행위 또는 둘 다로 인해 신뢰를 얻지 못했다. 후자에는 피험자가 카드 뒷면의 약간 움푹 들어간 부분에서 기호를 읽을 수 있고 실험자를 보고 들을 수 있어 피험자가 얼굴 표정과 호흡 패턴을 기록할 수 있었다.